# ژوانا فولر
ژوانا فولر (انگلیسی: Joanna Fowler؛ زاده ) یک دانشمند اهل ایالات متحده آمریکا است.